# Onur Bulut
Onur Bulut (Werdohl, 16 de abril de 1994) é um futebolista profissional alemão que atua como meia. Atualmente joga no İstanbul Başakşehir.

## Carreira
Onur Bulut começou a carreira no VfL Bochum.